# Pa Neumüller
Pa Margareta Madeleine Neumüller, född 22 januari 1963 i Stockholm, är ledarutvecklare och sedan tidigare en svensk programledare i radio och TV.

## Biografi
Neumüller arbetade som skådespelare i TV i USA under åren 1987–1988. Förutom gästframträdanden i olika amerikanska TV-serier så hade Neumüller den kvinnliga huvudrollen som Robyn Kelly i TV-serien High Mountain Rangers, som sändes på prime time på CBS. 1988 återvände hon till Sverige och blev programledare för underhållningsprogrammet Zick Zack i november 1988. Därefter kom Neumüller till företaget Nordisk Television som just erhållit den första marksända kommersiella TV-licensen i Sverige, vilken fick namnet TV4. Neumüller var med i teamet som lanserade TV4, och var även själv en av kanalens första programledare. Tillsammans med June Carlsson ansvarade Neumüller för den initiala rekryteringen av programledare åt TV4.
Under åren 1994–1999 arbetade hon som programledare på radiostationerna Mix Megapol och Easy FM. Sedan dess är hon speakerröst och hörs bland annat på reklamjinglar, och som trailerröst på P5 Radio Stockholm 103,3. År 2002 återvände Neumüller till USA för att vara skådespelare i en amerikansk TV-serie, en så kallad telenovela, Ocean Ave. Efter ett par år i Australien återvände sedan Pa Neumüller till Sverige. Sedan 2007 är hon föreläsare med inriktning på personlig utveckling. Idag är hon konsult på Ledarstudion, ett företag som hjälper företagsledare att utveckla sina ledarskapstalanger och att förbättra sitt publika framträdande.